# نهس
الكَسِّيكَان أو النهس الصرد العملاق الرمادي اللون يصطاد أساسًا الطيور الصغيرة والحشرات وصغار الثدييات. الصُّرد طائر يتميز بمنقاره القوي المعقوف قليلاً، ويسمى أيضًا الجزّار أو طائر النهس. وهو شغوف بالتغذي بالجنادب والفئران، والطيور الصغيرة، بحشرها في الأشواك أو بين الأغصان، كما يفعل الجزّار تمامًا عند تعليق اللحوم. ثم يقوم الصُّرد بتقطيع فريسته إرْبًا إرْبًا ويأكلها. ولهذا السبب أطلق عليه اسم الطائر الجزار أو طائر النهس. يوجد حوالي 70 نوعًا من الصُّرد، ويقطن حوالي 50 نوعًا منها في أفريقيا جنوب الصحراء الكبرى. وهناك أنواع عديدة من هذه الطيور تتمتع بألوان زاهية تسمى جونوليك. وللعديد من هذه الطيور ريش قوي زاهي الألوان، ومثال ذلك، الصُّرد العملاق الرمادي اللون الذي يعيش في نصف الكرة الشمالي، حيث يتمتع بريش يتكون من الألوان الرمادي والأبيض والأسود.

## النهس في اللغة العربية
النة سُ : ضرب من الصُّرَدِ، وقيل: هو طائر يصطاد العَصافير ويأْوي
إِلى المقابر ويُدِيم تحريك رأْسه وذَنَبِه، والجمع نِهْسان؛ وقيل:
النُّهسُ ضرب من الطير.

## التوزع
64 نوع، شمال أمريكا إلى جنوب المكسيك، أفريقيا أوراسيا
عدا القارة القطبية الشمالية شرق الفيلبين جنوب غانا الجديدة وتيمور، يعيش
في الأدغال المكشوفة، وحافات الغابات وأراضي الأشجار المنخفضة والمزارع.

## الصفات المميزة
15 - 35 سم، الريش طري رأسه كبير، المنقار متين قوي
معقوف، الأرجل قوية لها مخالب حادة، النهس الحقيقي لونه عادة رمادي أو بني
في الأعلى وأبيض في الأسفل، له غالباً علامات سوداء أو بيضاء على الرأس
والجناحين والذيل، نهس الأجمة الأفريقي لونه أصفر زاهي أو أحمر أو أخضر.

## العادات
عدواني، لا يخاف ومنفرد عادة، يراقب الفريسة من مجثم بارز يضربها
ويقتلها في منقاره، الطعام بشكل كبير هو الحشرات والفقاريات الصغيرة، يطوق
الفريسة على أشواك ليمزقها أقساماً وليخزنها، العش ضخم عميق على شكل فنجان
مكشوف في الأشجار أو الشجيرات، البيوض 2 - 6 مبقعة جداً بالأبيض أو لها
خلفية ملونة على نحو خفيف، الواجبات العشية متنوعة بشكل كبير من قبل الأنثى